# Bleekeria kallolepis
Bleekeria kallolepis är en fiskart som beskrevs av Günther 1862. Bleekeria kallolepis ingår i släktet Bleekeria och familjen tobisfiskar. Inga underarter finns listade.

## Bildgalleri

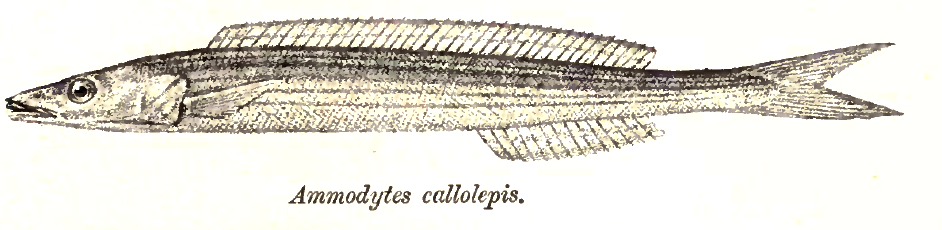